# Крістофер Райт
Крі́стофер Райт (англ. Christopher J. H. Wright; 1947, Белфаст (Північна Ірландія), Велика Британія) — священнослужитель Англіканської церкви та відомий знавець Старого Заповіту. Свого часу Крістофер був директором Християнського коледжу всіх народів, а нині обіймає посаду керівника відділу міжнародного служіння фонду Лангам Партнершіп. Крім того він почесний член «Церкви всіх душ» у Лондоні.

## Життя

### Дитинство
Батьки Крістофера Райта служили місіонерами в Бразилії. Наприкінці Другої світової війни вони повернулися додому, в Белфаст. Кріс, їхній молодший син, народився там.

### Освіта
У 1960-х Крістофер, який був вихований у дусі Ірландської пресвітеріанської церкви, вступив на гуманітарний факультет Кембриджського університету. Після закінчення навчання став працювати вчителем старших класів у Гровенській загальноосвітній школі в Белфасті. У 1970-х у тому ж таки Кембриджському університеті він здобув докторський ступінь за спеціальністю «Богослов'я». Основний зміст свого дослідження на тему «Економічна етика Старого Заповіту» він виклав у праці «Божий народ у Божій землі» (God's People in God's Land), яка побачила світ у 1990 році.

### Перший досвід служіння
У 1977 році Крістофера Райта було висвячено на служіння в Англіканській церкві, після чого він став помічником пастора в Тонбриджській парафіяльній церкві святих апостолів Петра і Павла в графстві Кент.

### Служіння за кордоном
1983 року Крістофер Райт разом із дружиною та чотирма дітьми переїхав до Індії, де впродовж п'яти років викладав в Об’єднаній біблійній семінарії в Пуне, Індія. У цей час вони з Ліз були співробітниками міжнародного місіонерського товариства Крослінкс при Англіканській церкві. У семінарії він викладав низку курсів зі Старого Заповіту студентам богослов'я, які навчалися за освітньо-кваліфікаційними рівнями «бакалавр» і «магістр».

### Християнський коледж всіх народів
У 1988 році Крістофер Райт повернувся до Сполученого Королівства, де став деканом у Християнському коледжі всіх народів — міжнародному центрі підготовки до міжкультурної місії. У вересні 1993 року його було призначено на посаду директора центру, яку він обіймав упродовж наступних восьми років.

### Нинішня посада
У вересні 2001 року Крістофера Райта призначено на його нинішню посаду керівника відділу міжнародного служіння фонду Лангам Партнершіп (LPI). Разом із дружиною він відвідує «Церкву всіх душ» у Лондоні, у якій він часом проповідує.

## Особисте життя
Крістофер Райт захоплюється бігом, орнітологією та регбі, але найбільше його захоплення — доводити важливість Старого Заповіту для християнської місії та моралі. Він також написав кілька книжок на цю тему.
Райт і його дружина Ліз мешкають у Лондоні. У них четверо дорослих дітей і багато онуків, яких стає дедалі більше.

## Основні праці

### Праці англійською
- User's Guide to the Bible (Lion Manuals), Chariot Victor, 1984
- God's People in God's Land: Family, Land and Property in the Old Testament. Grand Rapids: Eerdmans; Exeter, U.K.: Paternoster, 1990
- Knowing Jesus through the Old Testament, Harpercollins, 1990
- Walking in the Ways of the Lord: The Ethical Authority of the Old Testament, Intervarsity Press, 1995
- Deuteronomy (New International Biblical Commentary), Hendrickson, 1996
- The Uniqueness of Jesus. Thinking Clearly Series. Mill Hill, London and Grand Rapids: Monarch. Reprint 2001. Available in the United States through Kregel Publications, P.O. Box 2607, Grand Rapids, MI 49501), 1997
- The Message of Ezekiel (The Bible Speaks Today), Intervarsity Press, 2001
- Old Testament Ethics for the People of God. Leicester, England, and Downers Grove, Ill.: Inter-Varsity Press. Revised, updated and expanded version of Living as the People of God and An Eye for an Eye, 2004
- The Mission of God: Unlocking the Bible's Grand Narrative, IVP Academic, 2006
- Life Through God's Word: Psalm 119, Milton Keynes, Authentic and Keswick Ministries, 2006
- Knowing the Holy Spirit through the Old Testament, Oxford: Monarch Press; Downers Grove: IVP, 2006
- Knowing God the Father Through the Old Testament, IVP Academic, 2007
- Salvation Belongs to Our God: Celebrating the Bible's Central Story, Global Christian Library, Nottingham: IVP; Christian Doctrine in Global Perspective, Downers Grove: IVP, 2008
- The God I Don't Understand: Reflections on Tough Questions of Faith, Grand Rapids: Zondervan, 2009
- Mission of God's People The (Biblical Theology for Life), Grand Rapids: Zondervan, 2010

### Праці, перекладені російською мовою
- Познавая Иисуса через Ветхий Завет. Санкт-Петербург: Мирт, 2010[6].
- Око за око. Этика Ветхого Завета. Черкассы: Коллоквиум, 2011[7].
- Миссия Бога. Черкассы: Коллоквиум, 2015[8].
- Ветхозаветная проповедь. Древняя весть для современного мира. Черкассы: Коллоквиум, ожидаемая дата издания — 2017[9].